# Smilla
Pour plus de détails, voir Fiche technique et Distribution.
Smilla (titre original : danois : Frøken Smillas fornemmelse for sne) est un film réalisé par Bille August, sorti en 1997. C'est une adaptation du roman de Peter Høeg, Smilla et l'amour de la neige, publié au Danemark sous son titre original Frøken Smillas fornemmelse for sne en 1992. 

## Synopsis
À Copenhague Smilla Jaspersen, une scientifique métisse d'origine inuit, enquête sur la mort mystérieuse d'un garçon de six ans lui aussi inuit, avec qui elle s'est liée d'amitié. Son enquête la mènera jusqu'au désert arctique du Groenland.

## Fiche technique
- Titre original : danois : Frøken Smillas fornemmelse for sne
- Titre français : Smilla
- Réalisation : Bille August
- Scénario : Ann Biderman, d'après le roman éponyme de Peter Høeg
- Directeur de la photographie : Jörgen Persson
- Musique : Harry Gregson-Williams et Hans Zimmer
- Montage : Janus Billeskov-Jansen
- Sociétés de production : Bavaria Film, Constantin Film Produktion
- Pays :  Danemark,  Allemagne,  Suède
- Langue originale : Anglais, Inuktitut
- Genre : Policier, drame, science-fiction et thriller
- Durée : 121 minutes
- Date de sortie : 1997

## Distribution
- Julia Ormond (VF : Corinne Touzet) : Smilla Jaspersen
- Gabriel Byrne (VF : Gabriel Le Doze) : le mécanicien
- Richard Harris (VF : Pierre Hatet) : Dr Andreas Tork
- Vanessa Redgrave : Elsa Lübing
- Robert Loggia : Moritz Jaspersen, le père de Smilla
- Jim Broadbent : Dr Lagermann, médecin légiste
- Mario Adorf : Capitaine de vaisseau Sigmund Lukas
- Bob Peck (VF : Michel Papineschi) : Inspecteur Ravn
- Tom Wilkinson (VF : Benoît Allemane) : Professeur Joannes Loyen, médecin légiste en chef
- Jürgen Vogel : Nils Jakkelsen
- Peter Capaldi : Birgo Lander
- David Hayman : Capitaine de police Telling
- Matthew Marsh : Détective
- Emma Croft : Benja, la nouvelle femme du père de Smilla
- Clipper Miano : Isaïah Christiansen
- Agga Olsen : Juliane Christiansen, la mère d'Isaïah
- Erik Holmey : Hansen
- Charlotte Bradley : Mme Lagermann
- Ann Queensberry : Mme Schou
- Maliinannguaq Markussen-Molgard : la mère de Smilla
- Ida Julie Andersen : Smilla enfant
- Ono Fleischer : le chasseur-pêcheur Inuit
- Charles Lawsen (crédité « Charles Lawson ») : le pasteur

## Distinctions
Le film a été présenté en sélection officielle en compétition lors de Berlinale 1997.